# The Winds of Winter
The Winds of Winter è un romanzo in corso d'opera, il sesto della serie fantasy epica Cronache del ghiaccio e del fuoco dello scrittore statunitense George R. R. Martin. La sua data di pubblicazione non è stata ancora resa nota.

## Trama
Il romanzo precedente, Una danza con i draghi, ha coperto meno storia di quanto Martin intendesse fare, omettendo in questo modo almeno una grande battaglia e lasciando le storie di parecchi personaggi incomplete. Martin intende completarle nelle prime pagine di The Winds of Winter. L'autore ha spiegato: «Ho intenzione di iniziare il racconto con le due grandi battaglie di cui avevo messo le basi in Una danza con i draghi, la battaglia del Nord e quella a Meereen - la battaglia della Baia degli Schiavisti. E poi continuare da quel punto». Inoltre in un'intervista con Entertainment Weekly ha aggiunto che ci saranno più morti, più tradimenti e anche più matrimoni. Ha accennato anche al fatto che Tyrion e Daenerys s'incontreranno in qualche modo, precisando però che i due personaggi resteranno lontani per maggior parte della storia.
Un capitolo di Victarion avrà luogo immediatamente dopo la fine del romanzo precedente, alla vigilia dell'attacco a sorpresa sulle città della Baia degli Schiavisti. Un capitolo di Arianne, che è stato pubblicato sul sito web di Martin, vede lei stessa intenzionata a vedere il ragazzo che chiama se stesso Aegon al Posatoio del Grifone.
Martin ha detto nel marzo 2012 che gli ultimi due romanzi porteranno i lettori molto più a nord rispetto ai libri precedenti, e che gli Estranei faranno la loro comparsa. L'autore nel sesto volume non intende separare le storie dei personaggi geograficamente, come accadde con il quarto e il quinto romanzo.
Nel 2016 Martin ha annunciato che in The Winds of Winter ci sarà un colpo di scena che coinvolgerà due personaggi, uno dei quali è morto nella serie TV ma vivo nei libri.
Nel 2024 Martin ha ammesso di non essere sicuro di riuscire a terminare la stesura degli ultimi libri.

## Personaggi POV
George R. R. Martin ha confermato che saranno i seguenti personaggi ad avere capitoli a loro dedicati, cioè narrati dal loro punto di vista, in The Winds of Winter:
- Sansa Stark: un capitolo è stato rimosso da Una danza con i draghi nel giugno 2010; nel marzo 2015 questo capitolo, intitolato Alayne, è stato pubblicato sul sito web di Martin;
- Arya Stark: un capitolo è stato rimosso da Una danza con i draghi nel giugno 2010; lo stesso capitolo, intitolato Mercy, è stato pubblicato sul sito web di Martin nel marzo 2014;
- Arianne Martell: due capitoli sono stati rimossi da Una danza con i draghi nel giugno 2010, un capitolo è stato pubblicato sul sito web di Martin nel gennaio 2013[4]; il secondo capitolo su Arianne è stato pubblicato il 10 maggio 2016 sempre sul sito dell'autore[5];
- Aeron Greyjoy: un capitolo è stato rimosso da Una danza con i draghi nel luglio 2010;
- Theon Greyjoy: un capitolo è stato pubblicato sul sito web di Martin nel dicembre 2011;
- Victarion Greyjoy: parti di un capitolo sono stati letti per la prima volta al TIFF Bell Lightbox nel marzo 2012;
- Tyrion Lannister: un capitolo è stato letto all'Eastercon nell'aprile 2012, e uno al Worldcon nell'agosto 2013. Nel marzo 2014 è stato distribuito un capitolo esclusivo sull'applicazione ufficiale George R.R. Martin's A World of Ice and Fire per Android e iOS[6];
- Barristan Selmy: un capitolo è stato pubblicato nella versione paperback americana di Una danza con i draghi;
- Areo Hotah: Martin ha confermato il ritorno di Areo Hotah come personaggio principale di un capitolo, l'11 maggio 2016[7];
- Cersei Lannister: confermato da Martin al Balticon 2016[8]. Nel luglio 2022 Martin ha rivelato di aver finito di scrivere i suoi capitoli.
- Asha Greyjoy: Martin conferma di averla utilizzata come punto di vista narrativo il 23 giugno 2020 sul suo Not A Blog[9].

Martin ha inoltre annunciato che in The Winds of Winter non saranno introdotti nuovi personaggi "narrati". Ha anche specificato che nel prologo del libro comparirà il personaggio di Jeyne Westerling, ma non ne sarà al centro. Martin ha annunciato il ritorno di Bran Stark senza specificare se sarà un punto di vista, e di Melisandre, di cui però non si sa se agirà come punto focale di qualche capitolo nel sesto e/o nel settimo libro.

## Storia editoriale
The Winds of Winter doveva essere, agli albori della serie, l'ultimo romanzo delle Cronache del ghiaccio e del fuoco, che inizialmente era concepita come una trilogia. Dopo che la serie iniziò ad espandersi, Martin concluse che l'ultimo libro sarebbe stato seguito da un romanzo finale che avrebbe avuto il nome di A Dream of Spring (lett. "Un Sogno di Primavera").
Nel giugno 2010, Martin aveva concluso quattro capitoli di The Winds of Winter dai punti di vista di Sansa Stark, Arya Stark, e Arianne Martell. A luglio 2010 aggiunse al romanzo in questione un capitolo di Aeron Greyjoy che aveva rimosso in precedenza da Una danza con i draghi, raggiungendo circa 100 pagine ultimate di manoscritto. In seguito alla pubblicazione di Una danza con i draghi, Martin annunciò che sarebbe ritornato a scrivere nei primi giorni del 2012, dopo aver completato i tour e le convention negli Stati Uniti e nel resto del mondo. Nel dicembre 2011 Martin ha postato sul suo sito internet un capitolo dal punto di vista di Theon Greyjoy. Nel primo quadrimestre del 2012 Martin lesse nuovi capitoli di The Winds of Winter ad eventi pubblici e, inoltre, pubblicò sul suo blog nel gennaio 2013 un altro capitolo, questa volta dal punto di vista di Arianne Martell.
Martin ritiene che gli ultimi due volumi saranno composti da più di 1500 pagine di manoscritto ciascuno. A marzo 2012 erano state scritte 400 pagine del sesto romanzo, anche se Martin riteneva davvero ultimate solo le prime 200. Spera anche di finire di scrivere il romanzo molto più velocemente di quanto non fece con il quinto, che gli causò molti problemi durante il processo di scrittura. Nel passato lo scrittore statunitense tendeva a fornire date troppo ottimistiche per la pubblicazione dei romanzi, come accadde con Una danza con i draghi, che doveva uscire un anno dopo il romanzo precedente, ritardando però di ben cinque anni. Quindi per quanto riguarda il sesto libro della serie preferisce non esprimere previsioni affrettate rispondendo ai fan semplicemente che il libro "will be done when it's done", cioè che sarà pubblicato quando verrà completato.
Nel gennaio 2014 l'editore di Martin, Jane Johnson, dichiarò su Twitter che The Winds of Winter sicuramente non sarebbe stato pubblicato prima del 2015.
Nel gennaio 2015, sempre la Johnson, nel presentare un'antologia di racconti di Martin, A Knight of the Seven Kingdoms, dichiarò: "Non ho informazioni sulla consegna probabile. Sono libri sempre più complessi e richiedono una immensa concentrazione per essere scritti. I fan dovrebbero comprendere che la lunghezza di questi mostri è equivalente a due o tre romanzi di altri scrittori.".
Nel marzo 2015 Martin nel suo blog ha annunciato che non avrebbe partecipato al World Fantasy Convention di Saratoga e al Comic Con di San Diego per concentrarsi sulla scrittura del sesto libro. Ha aggiunto che nel caso avesse dovuto consegnare il manoscritto prima di queste convention, si sarebbe riservato il diritto di cambiare idea sulla sua partecipazione.
Successivamente l'autore ha pubblicato una lettera, prima della messa in onda della sesta stagione della serie televisiva Il Trono di Spade, dove ha esternato le sue scuse nei confronti dei suoi lettori per non essere riuscito a terminare il romanzo prima dell'uscita di quest'ultima.
Nel mese di aprile 2018, Martin ha annunciato lo slittamento dell'uscita del romanzo al 2019 rivelando che al suo posto sarà pubblicato Fuoco e sangue.
Nel 2019 Martin ha scherzato dicendo che se The Winds of Winter non sarà pronto entro luglio 2020, i fan avranno il permesso di chiuderlo in una casa isolata in Nuova Zelanda fino a quando non avrà terminato il manoscritto.
Nel mese di marzo 2020 Martin ha dichiarato che per causa della pandemia di COVID-19, starà in quarantena e si porterà avanti a scrivere The Winds of Winter. Nel mese di aprile 2020 ha dichiarato che sta continuando ancora a scrivere The Winds of Winter.
Il 23 giugno 2020, Martin fornisce nuovi dettagli sul sesto libro. Assicura i fan che il libro va avanti e che nel giro di due settimane ha scritto tre capitoli e che i P.O.V. più recenti che ha utilizzato sono quelli di Cersei, Asha, Tyrion, ser Barristan e Areo e aggiunge che stava cominciando un nuovo capitolo dal punto di vista di Arya.
Il 20 luglio 2020 l'autore pubblica un post sul suo "Not a Blog" dove afferma di aver completato altri tre capitoli nella settimana precedente.
Nel febbraio 2021, Martin ha affermato di aver scritto "centinaia e centinaia di pagine" di The Winds of Winter nel 2020 ma che, sebbene fosse stato l'anno più produttivo per quanto riguarda il romanzo, aveva ancora centinaia di pagine da scrivere; sebbene sperasse di finire nel 2021, non voleva fare previsioni.
Nel marzo 2022 Martin ha dichiarato di aver compiuto meno progressi nel 2021 rispetto al 2020, ma ha sottolineato che "meno" non è "nessuno".